# 欧州市場インフラ規則
欧州市場インフラ規則（おうしゅうしじょうインフラきそく、EMIR、European Market Infrastructure Regulation）は、欧州連合（EU)の規則。2012年7月4日交付（規則648/2012）、2012年8月16日に発効した、店頭（OTC）デリバティブ、中央清算機関（CCP)及び取引情報集約機関（TR）に関する規則である。

## 主な規制内容
- 指定された店頭デリバティブの中央清算
- 中央清算されない店頭デリバティブへのリスク緩和措置の実施
- TRへの報告
- CCP及びTRに関する要件の適用